# Úrsula de Colònia
Úrsula (que en llatí vol dir «ossa petita») va ser, d'existir realment, una noia romana cristiana nascuda potser a Cornualla al segle IV. És venerada com a santa per l'Església catòlica i la seva festivitat és el 21 d'octubre. La tradició que narra el seu martiri no té, però, base històrica i se'n dubta que realment existís. Per això, va ser suprimida del Calendari romà que marca les celebracions que es fan arreu del món catòlic, però es va mantenir el seu culte als llocs on és tradicional i al Martirologi romà, la llista oficial de sants.

## Llegenda de la santa i les 11.000 verges
La llegenda, sense base històrica, diu que era una princesa de la Britànnia romana que, per voluntat del seu pare el rei Donatu de Dumnònia, al sud-oest d'Anglaterra, va ser promesa amb un príncep pagà, Conan Meriadoc d'Armòrica (l'actual Bretanya). La jove era de gran bellesa i, en secret, havia consagrat la seva virginitat a Déu, per la qual cosa volia negar-s'hi. En un somni, però, un àngel li va aconsellar que no ho fes, ja que ocasionaria una guerra. Úrsula, llavors, va demanar d'endarrerir el casament durant tres anys, per poder comprendre mentrestant els designis de Déu i esperant que, mentrestant, el promès es convertís al cristianisme i canviés d'idea.
Va organitzar un viatge de pelegrinatge a Roma: va embarcar juntament amb un seguici d'11.000 noies, totes verges i, segons algunes versions, també amb el seu promès. De camí, una tempesta va portar la nau, miraculosament fins a un port gal, i, d'allí, seguint el Rin, van arribar a Colònia, Basilea i, a peu, a Roma. Allí van convèncer el papa Ciríac (d'existència desconeguda) i el bisbe de Ravenna Sulpici, per a unir-se al grup.
Junts van anar cap al nord i, en arribar a Colònia, que estava assetjada pels huns, van ser fetes presoneres i executades, majoritàriament per decapitació. El rei, Àtila en algunes versions, va quedar colpit per la bellesa d'Úrsula i li va demanar que fos la seva esposa. En negar-se va ser assagetada fins a morir. Les dates del fet varien: les més habituals el situen cap al 383.

## Origen de la llegenda
La llegenda es basa en una inscripció del segle IV o V a l'Església de Santa Úrsula de Colònia, que es deia que havia estat edificada sobre el lloc del martiri de les santes. La inscripció diu: 

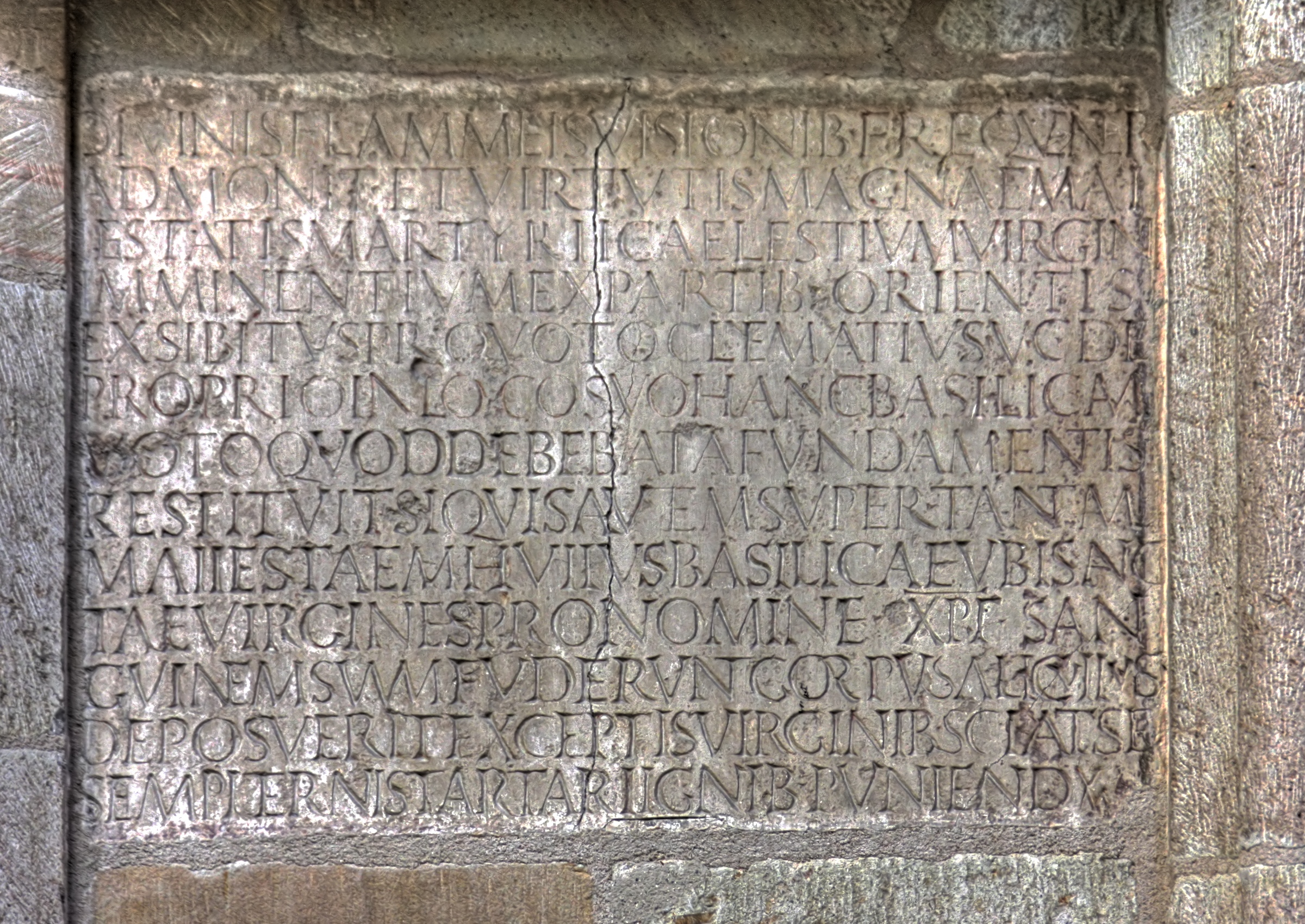
Làpida amb la inscripció de Clemaci, al cor de la Ursulakirche de Colònia

| «                                                                        | DIVINIS FLAMMEIS VISIONIB. FREQVENTER / ADMONIT. ET VIRTVTIS MAGNÆ MAI / IESTATIS MARTYRII CAELESTIVM VIRGIN / IMMINENTIVM EX PARTIB. ORIENTIS / EXSIBITVS PRO VOTO CLEMATIVS V. C. DE / PROPRIO IN LOCO SVO HANC BASILICA / VOTO QVOD DEBEBAT A FVNDAMENTIS / RESTITVIT SI QVIS AVTEM SVPER TANTAM / MAIIESTATEM HVIIVS BASILICÆ VBI SANC / TAE VIRGINES PRO NOMINE. XPI. SAN / GVINEM SVVM FVDERVNT CORPVS ALICVIIVS / DEPOSVERIT EXCEPTIS VIRCINIB. SCIAT SE / SEMPITERNIS TARTARI IGNIB. PVNIENDVM/ | » |
| — Anònim, Inscripció en pedra, cor de l'església de S. Úrsula de Colònia | |   |

La Catholic Encyclopedia diu que "aquesta llegenda, amb les seves incomptables variants i desenvolupaments cada cop més fabulosos, podria omplir més de cent pàgines. Algunes característiques n'han estat considerades amb prevenció per autors medievals i, des de Baroni, han estat rebutjats de manera general.” Ni Jeroni ni Gregori de Tours s'hi refereixen als seus escrits. No obstant això, Gregori sí que fa menció de la llegenda de la Legió Tebana, a qui s'havia dedicat una església a Colònia. Tampoc l'esmenten altres importants hagiògrafs medievals com Beda, Ado, Usuard o Hrabanus Maurus. Una llegenda similar apareix entre 731 i 839, però el nom de la protagonista no és Úrsula, sinó Pinnosa o Vinnosa.
L'opinió més generalitzada avui és que la llegenda és totalment fictícia. A banda, no es coneix res sobre les acompanyants d'Úrsula, ni tan sols llurs noms.

### Les 11.000 verges
Sí que existia una tradició antiga a Colònia, cap al segle v, que hi havia hagut unes joves màrtirs, però el seu nombre era d'entre dos a onze noies. El nombre d'11.000 no es dona fins al segle ix i sembla que es deu a algun error de lectura de les fonts. Podria haver estat per la confusió entre el nom propi d'una de les noies, Undecimillia o Ximillia, que coincideix amb el nom llatí del nombre onze mil. Altra versió suposa que la inscripció abreviada "XI. M. V.", que vol dir "onze màrtirs verges", va ser erròniament interpretada com a nombres romans, llegint-la com a "onze mil verges". Un autor del segle xi diu que l'error prové del fet que, en trobar unes relíquies, una anotació deia que eren d'una noia anomenada Úrsula, que tenia onze anys: en llatí undecimilia, que va ser llegit com a undicimila, que és 11.000.

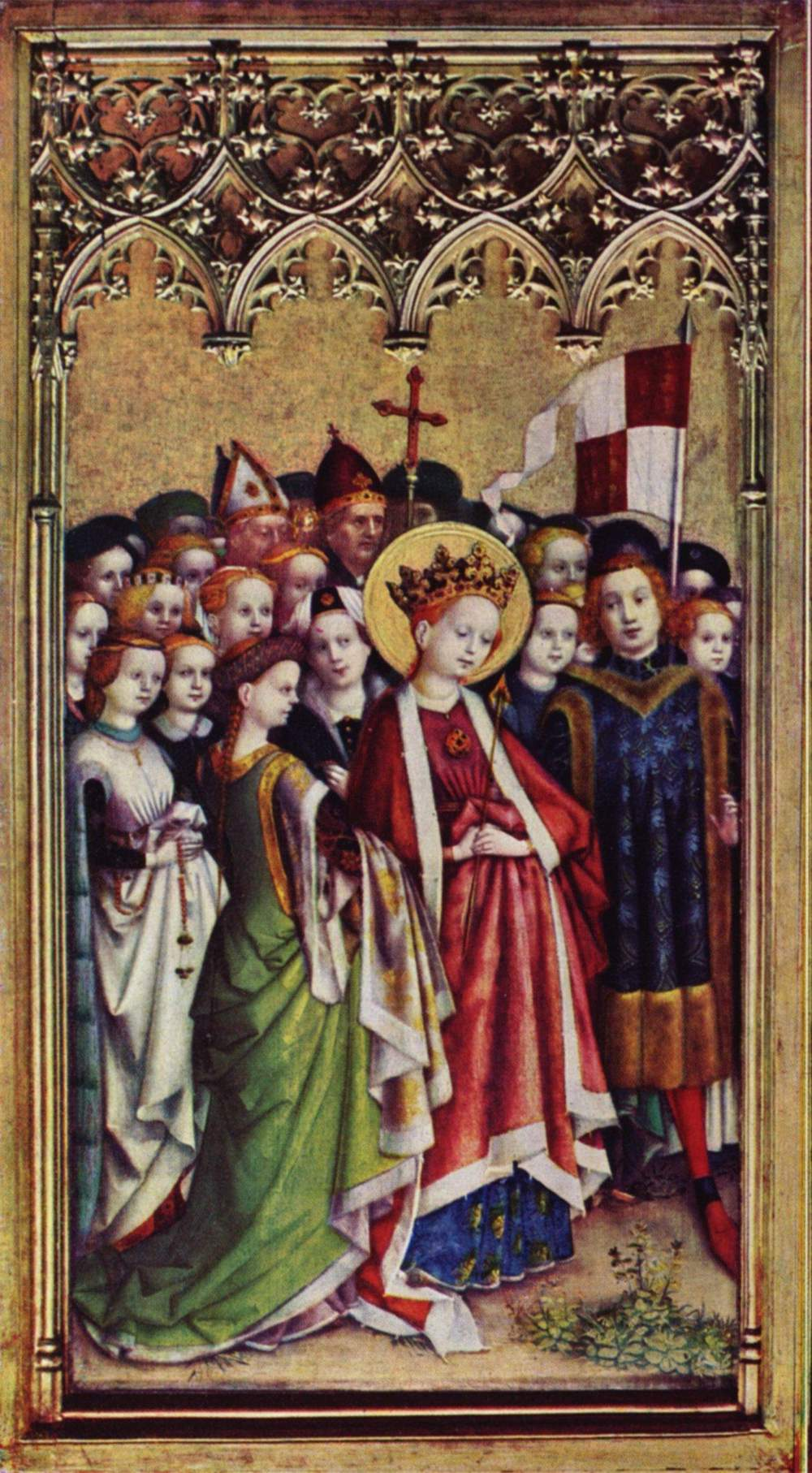
Pintura de Stephan Lochner, 1440 (Catedral de Colònia)
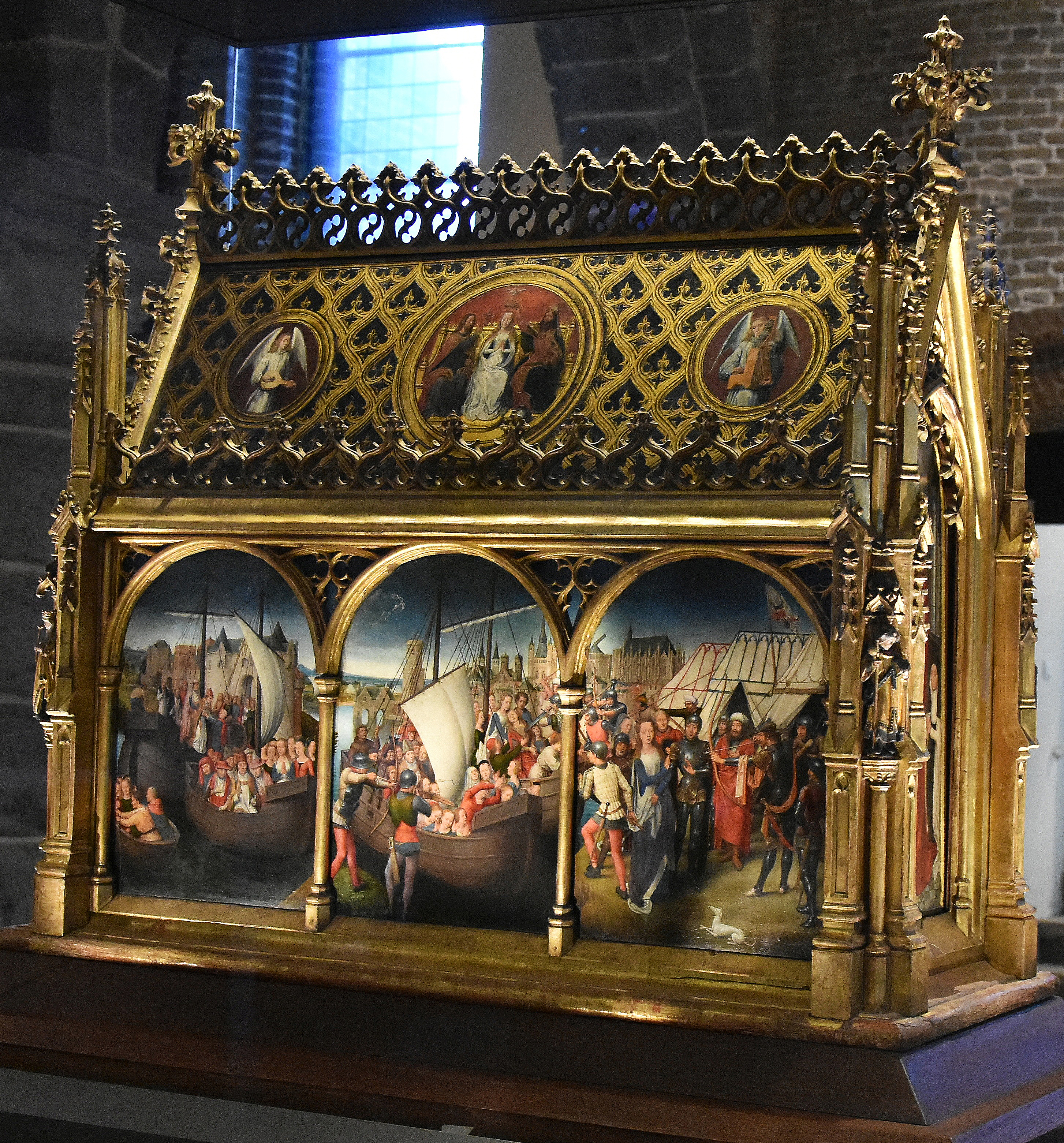
Reliquiari de Santa Úrsula, pintat per Hans Memling, 1489 (Bruges, Memlingmuseum)
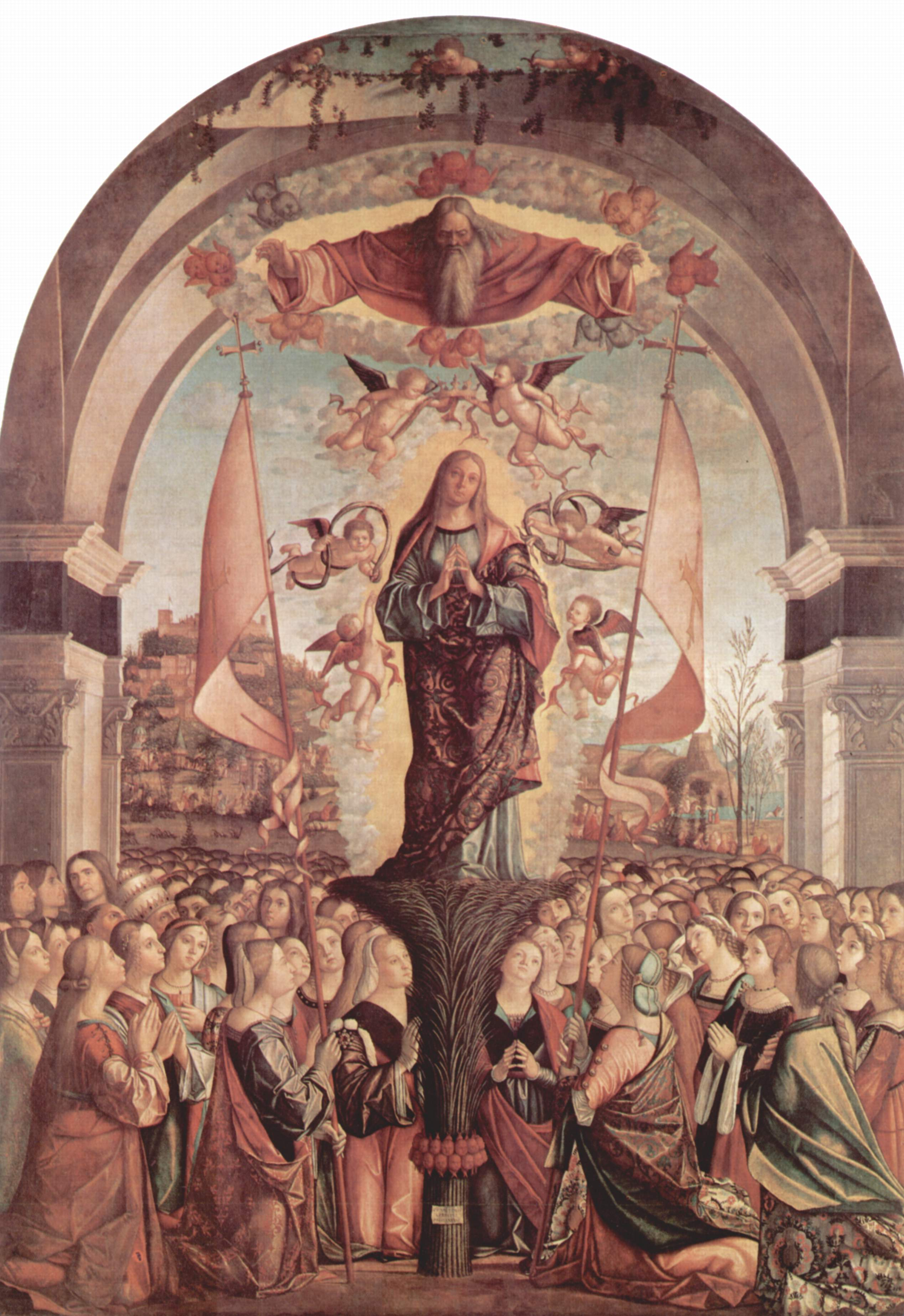
Apoteosi de la santa, per Vittore Carpaccio, 1491 (Venècia, Galleria dell'Accademia)
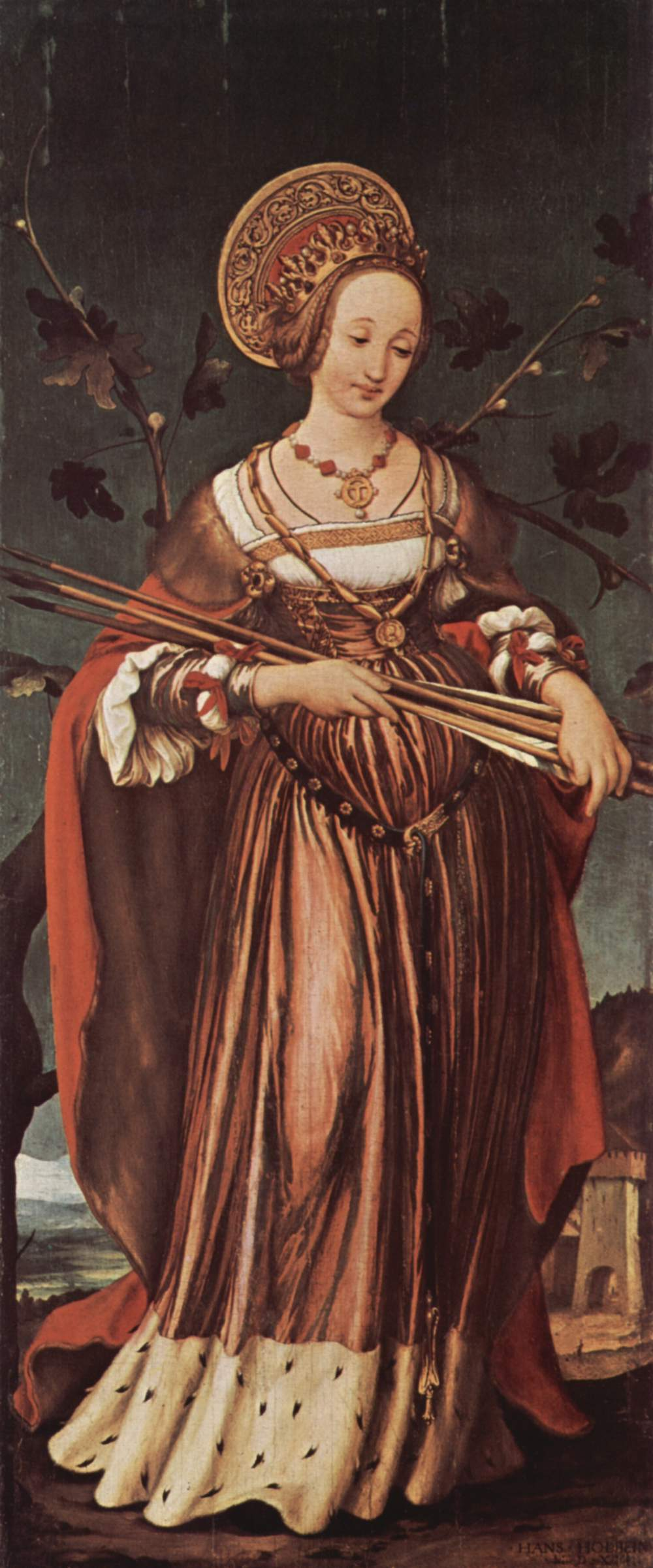
Pintura de Hans Holbein el Jove, 1523 (Karlsruhe, Kunsthalle)

## Veneració
La basílica de Santa Úrsula de Colònia conté les relíquies que suposadament pertanyen a la santa i les seves onze mil companyes. Són a la Goldene Kammer (la Cambra Daurada), decorada al segle xvii amb una gran quantitat d'ossos arranjats amb diferents formes i dibuixos cobrint els murs i voltant els reliquiaris en forma de bust o cap. Entre les restes, n'hi ha de nens petits (i fins i tot d'animals), la qual cosa confirma la poca versemblança de la llegenda, tot i que alguns autors medievals com Hermann Joseph, adduïa per a explicar-ho que es tractava de parents de les verges màrtirs. Les relíquies procedeixen d'un cementiri que es va creure que era el lloc on havien enterrat les màrtirs.
Al Martirologi romà, la llista oficial dels sants venerats per l'Església Catòlica Romana, només s'esmenta: "A Colònia, Alemanya, commemoració de les santes verges que acabaren llurs vides en martiri per Crist al lloc on després s'aixecà la basílica de la ciutat, dedicada a la noia innocent Úrsula, que es considera la cap del grup.". La festivitat es manté el 21 d'octubre.
A Catalunya Úrsula és una santa amb gran arrelament a la diòcesi de Tarragona, com bé ho prova el fet que l'actual capella del Baptisteri de la catedral tarragonina fos des de 1335/40 fins a 1820, aproximadament, la de santa Úrsula i les Onze mil verges. A la ciutat de Valls el reliquiari d'Úrsula que conserva l'església arxiprestal de Sant Joan està datat entre 1348/51, en època gòtica.
El bisbe de Tortosa, Jaume Sitjó, nascut a Valls, ofrenà el reliquiari amb una mandíbula de santa Úrsula, per a ésser venerada. La primera notícia documental es remunta al Llibre de l'Arxiu Parroquial (1353). Mossèn Mateu Veia demana als jurats de la vila, l'ajuntament de l'època, les claus de l'armari on es guardava el reliquiari, per exposar-lo a la veneració dels fidels. Encara es conserva i s'exposa als fidels cada any durant l'ofici dedicat a santa Úrsula el 21 d'octubre o el diumenge posterior.
Va ser declarada copatrona de Valls per l'arquebisbe de Tarragona a petició de la corporació municipal el 1658.

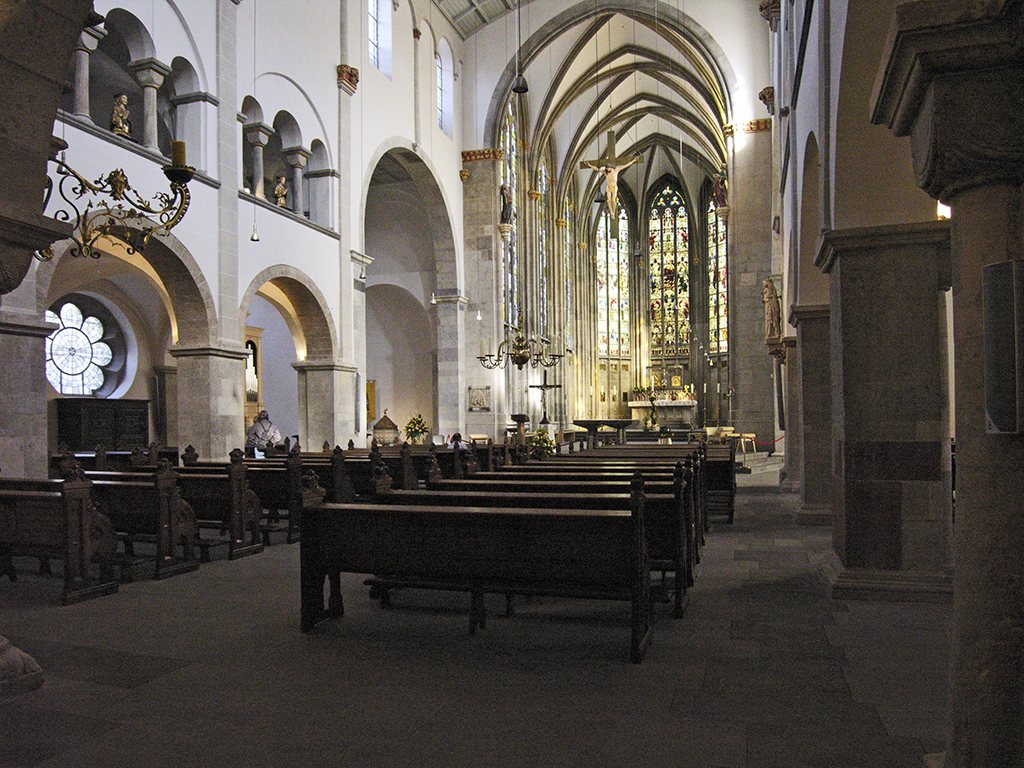
Interior de la Ursulakirche de Colònia
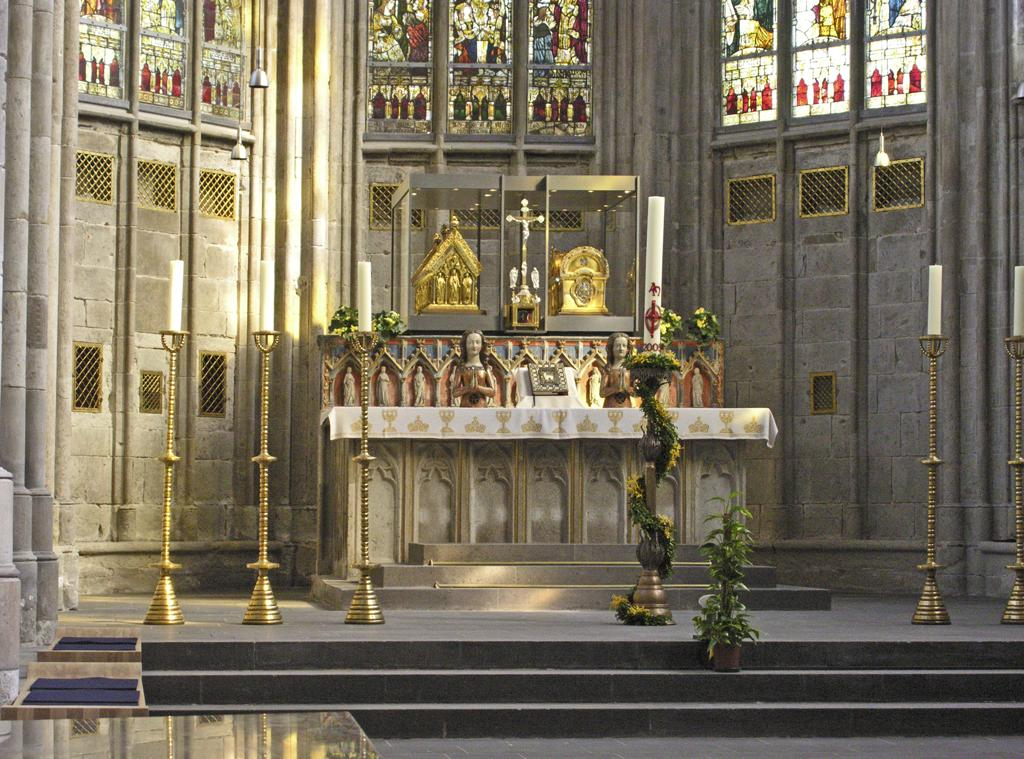
Altar de la Ursulakirche de Colònia, amb el reliquiari de la santa
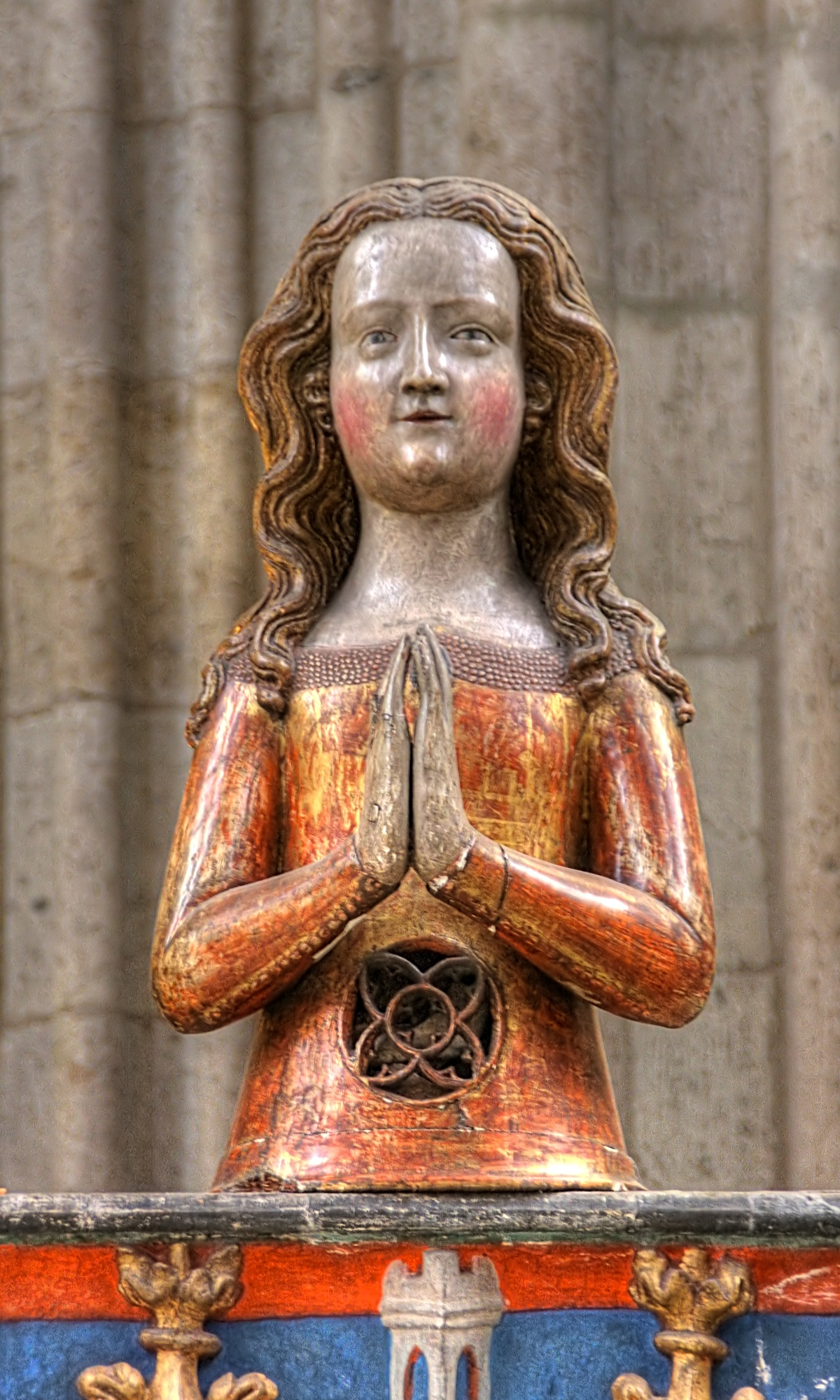
Bust de la santa al cor de Santa Úrsula, a Colònia
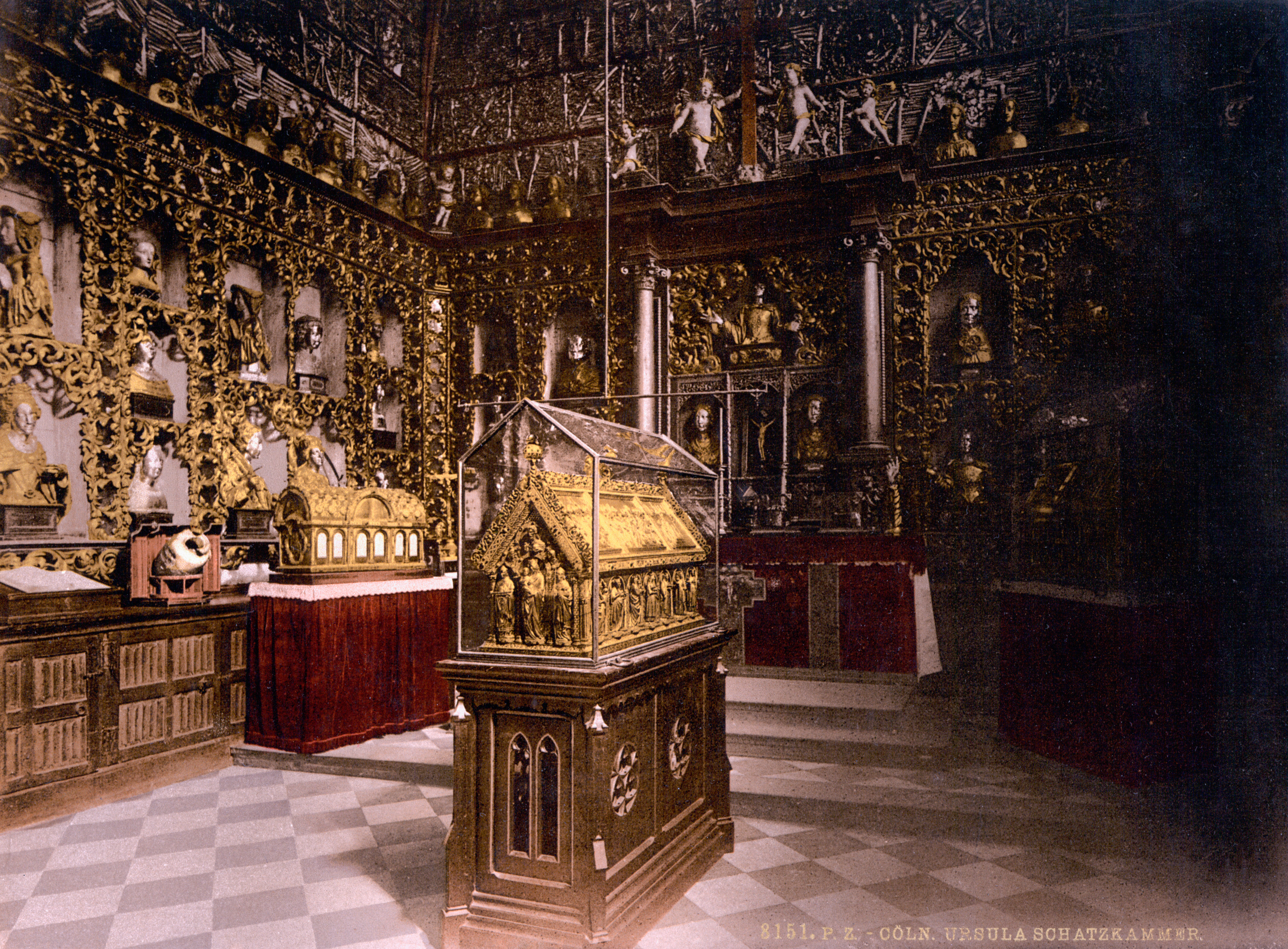
Tresor de santa Úrsula a Colònia, amb els reliquiaris de les santes; postal de 1900
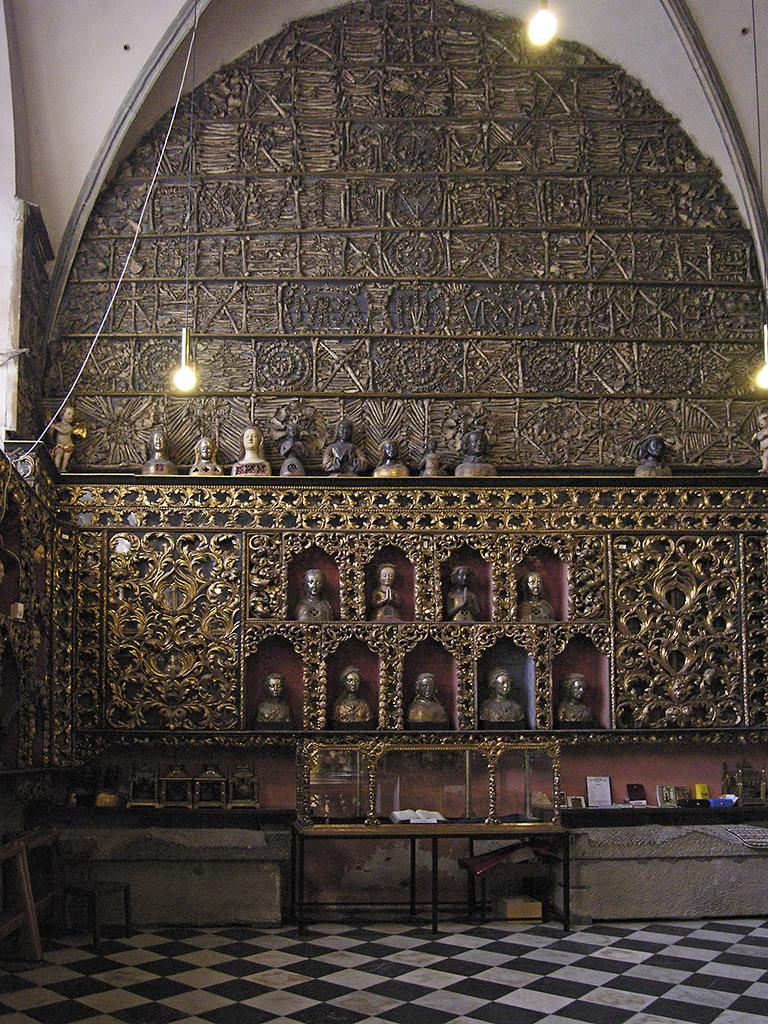
Tresor de santa Úrsula en l'actualitat

## Repercussió
La devoció a santa Úrsula i les Onze Mil Verges s'estengué arreu d'Europa durant l'Edat Mitjana i va esdevenir un motiu iconogràfic recurrent, present a moltes obres d'art. Cap al 1480, Hans Memling va pintar un reliquiari de fusta a Bruges, amb panells que representen la seva història, i que són una de les obres mestres de la pintura flamenca.
Cristòfor Colom va batejar les Illes Verges en honor de les santes màrtirs.
La Companyia de Santa Úrsula, fundada el 1535 per Àngela Merici i dedicada a l'educació de noies joves, va prendre la santa com a protectora, per la qual cosa va ser considerada patrona de les estudiants.

## Iconografia
Obresː
- Retaule de santa Úrsula procedent d'Artà i conservat a l'església de Sant Francesc de Palma, atribuït al Mestre de la conquesta de Mallorca
- Retaule de santa Úrsula (Església de Sant Llorenç de Lleida)
- Reliquiari de santa Úrsula, de Hans Memlinc
- Retaule de santa Úrsula i les onze mil verges, de Joan Reixac (MNAC)
- Retaule de sant Martí, santa Úrsula i sant Antoni, de Gonçal Peris (Museu de Belles Arts de València)
- Taula de Santa Úrsula, de Joan de Borgonya. 1520-1525 (Museu d'Art de Girona)
- Bust reliquier de santa Úrsula, 1522 (Museu Diocesà i Comarcal de Solsona)